# 小行星1134
小行星1134（1134 Kepler）是位於小行星帶的一顆小行星。由德國天文學家馬克斯·沃夫於1929年9月25日發現。暫時編號為 1929 SA。
該小行星以德國天文學家約翰內斯·克卜勒命名。

## 外部連結
- JPL Small-Body Database Browser 1134 Kepler (1929 SA) （页面存档备份，存于）

| 前一小行星： 1133 Lugduna | 小行星列表 | 後一小行星： 1135 Colchis |